# Fortuna Düsseldorf
El Düsseldorfer Turn-und Sportverein Fortuna (en español: Club de Gimnasia y Deportes Fortuna de Düsseldorf), también conocido como Fortuna Düsseldorf, Fortunen o simplemente Fortuna, es un club de fútbol de Alemania, de la ciudad de Düsseldorf en la región metropolitana Rin-Ruhr de Renania del Norte-Westfalia. Fue fundado en 1895 y juega actualmente en la 2. Bundesliga, segunda división de su país.
El Fortuna Düsseldorf es considerado uno de los clubes con mayor tradición e historia dentro del fútbol de Alemania. El jugador más conocido del club fue Toni Turek, campeón mundial con Selección Alemana en la Copa Mundial de Fútbol de 1954.
El 31 de enero de 2024  vencen a F.C San Pauli por penales en Copa Alemana, enfrentándose al Bayern Leverkusen de Xabi Alonso y consiguiendo llegar a unas Semifinales por primera vez en 28 años.

## Uniforme

### Evolución
| 2009-10 | 2010-11 | 2011-12 | 2012-13 | 2013-14 |
| 2014-15 | 2015-16 | 2016-17 | 2017-18 | 2018-19 |
| 2019-20 | 2020-21 | 2021-22 | 2022-23 | 2023-24 |

## Rivalidades
Al estar ubicado en Düsseldorf, tiene a muchos otros clubes vecinos, por lo tanto tiene grandes rivalidades con Bayer Leverkusen, MSV Duisburgo, Rot Weiss Essen, 1.FC Köln, Borussia Mönchengladbach, Fortuna Köln y Viktoria Köln

## Entrenadores
| - Kuno Klötzer † (1953-1957) - Hermann Lindemann † (1957–1959) - Fritz Pliska † (1960–1962) - Jupp Derwall † (1963-1964) - Kuno Klötzer † (1963-1967) - Heinz Lucas (1970–1975) - Manfred Krafft (1975–1976) - Sepp Piontek (1976) - Dietrich Weise (1976–1978) - Heinz-Dieter Tippenhauer (1978–1979) - Otto Rehhagel (1979–1980) - Heinz Höher (1980–1981) - Jörg Berger † (1981–1982) - Willibert Kremer (1982–1985) - Dieter Brei (1985-1987) - Gerd Meyer (1987–1987) - Aleksandar Ristic (1987-1990) | - Josef Hickersberger (1990-1991) - Rolf Schafstall (1991-1992) - Horst Köppel (1992) - Hans-Jürgen Gede (1992) - Rudolf Wojtowicz (1992) - Aleksandar Ristic (1992-1996) - Rudolf Wojtowicz (1996-1997) - Uli Maslo (1997-1998) - Enver Maric (1998) - Klaus Allofs (1998–1999) - Peter Neururer (1999) - Jürgen Gelsdorf (1999–2000) - Aleksandar Ristic (2000-2001) - Uwe Fuchs (2001) - Tim Kamp (2001-2002) - Stefan Emmerling (2002) - Slavko Petrovic (2002–2003) | - Uwe Weidemann (2003) - Massimo Morales (2003–2004) - Uwe Weidemann (2004-2007) - Wolf Werner (2007) - Norbert Meier (2008–2013) - Mike Büskens (2013) - Oliver Reck (2013) - Lorenz-Günther Köstner (2014) - Oliver Reck (2014-2015) - Taskin Aksoy (2015) - Frank Kramer (2015-2016) - Friedhelm Funkel (2016-2020) - Uwe Rösler (2020-2022) - Daniel Thioune (2022-) |

Actualizado 14 de junio de 2020

## Palmarés

### Torneos nacionales (3)
- Campeonato alemán (1): 1933.
  - Subcampeón (1): 1936
- 2. Bundesliga (2): 1989 y 2018.
- Regionalliga West (1): 1966.
- Copa de Alemania (2): 1979 y 1980.
  - Subcampeón (5): 1937,1957,1958,1962 y 1978.
- Liga de distrito/Gauliga Niederrhein (12): 1927, 1928, 1929, 1931, 1932, 1933, 1936, 1937, 1938, 1939, 1940 y 1947.
- Campeonato de fútbol de Alemania Occidental (1): 1931.
- Copa de Alemania Occidental (5): 1956, 1957, 1958, 1962 y 1971.

### Torneos internacionales
- Copa Intertoto de la UEFA (3): 1967, 1984 y 1986 (compartidos).
- Trofeo Ciudad de Palma (1): 1989.

- Recopa de Europa:
  - Subcampeón (1): 1979.

## Participación en competiciones europeas
| Competicion UEFA | Competicion UEFA | Competicion UEFA | Competicion UEFA      | Competicion UEFA | Competicion UEFA | Competicion UEFA |
| Temporada        | Competición      | Ronda            | Club                  | Cómputo global   | Ida              | Vuelta           |
| ---------------- | ---------------- | ---------------- | --------------------- | ---------------- | ---------------- | ---------------- |
| 1973/74          | UEFA Cup         | 1R               | Næstved IF            | 3-2              | 1-0 (T)          | 2-2 (U)          |
| 1973/74          | UEFA Cup         | 2R               | FC Admira/Wacker      | 4-2              | 1-2 (U)          | 3-0 (T)          |
| 1973/74          | UEFA Cup         | 1/8              | Lokomotive Leipzig    | 2-4              | 2-1 (T)          | 0-3 (U)          |
| 1974/75          | UEFA Cup         | 1R               | Torino Calcio         | 4-2              | 1-1 (U)          | 3-1 (T)          |
| 1974/75          | UEFA Cup         | 2R               | Győri ETO FC          | 3-2              | 0-2 (U)          | 3-0 (T)          |
| 1974/75          | UEFA Cup         | 1/8              | FC Amsterdam          | 1-5              | 0-3 (U)          | 1-2 (T)          |
| 1978/79          | Recopa de Europa | 1R               | Universitatea Craiova | 5-4              | 4-3 (U)          | 1-1 (T)          |
| 1978/79          | Recopa de Europa | 1/8              | Aberdeen FC           | 3-2              | 3-0 (T)          | 0-2 (U)          |
| 1978/79          | Recopa de Europa | 1/4              | Servette              | 1-1 u            | 0-0 (T)          | 1-1 (U)          |
| 1978/79          | Recopa de Europa | 1/2              | Baník OKD Ostrava     | 4-3              | 3-1 (T)          | 1-2 (U)          |
| 1978/79          | Recopa de Europa | Final            | FC Barcelona          | 3-4              | 3-4 (pró.)       | < Basel          |
| 1979/80          | Recopa de Europa | 1R               | Glasgow Rangers       | 1-2              | 1-2 (U)          | 0-0 (T)          |
| 1980/81          | Recopa de Europa | 1R               | SV Austria Salzburg   | 8-0              | 5-0 (T)          | 3-0 (U)          |
| 1980/81          | Recopa de Europa | 1/8              | Waterschei SV Thor    | 1-0              | 0-0 (U)          | 1-0 (T)          |
| 1980/81          | Recopa de Europa | 1/4              | SL Benfica            | 2-3              | 2-2 (T)          | 0-1 (U)          |

## Mayores presencias en la historia del club
|    | Jugador          | País     | Partidos | Status        |
| -- | ---------------- | -------- | -------- | ------------- |
| 1  | Gerd Zewe        | Alemania | 471      | Retirado      |
| 2  | Josef Weikl      | Alemania | 362      | Retirado      |
| 3  | Andreas Lambertz | Alemania | 339      | Dinamo Dresde |
| 4  | Heiner Baltes    | Alemania | 307      | Retirado      |
| 5  | Wolfgang Seel    | Alemania | 299      | Retirado      |
| 6  | Egon Köhnen      | Alemania | 299      | Retirado      |
| 7  | Rudi Bommer      | Alemania | 281      | Retirado      |
| 8  | Jörg Schmadtke   | Alemania | 258      | Retirado      |
| 9  | Ralf Dusend      | Alemania | 255      | Retirado      |
| 10 | Dieter Brei      | Alemania | 237      | Retirado      |